# Vít
Vít (často také Vítek) je mužské křestní jméno latinského původu. Pochází z výrazu vitus – „živoucí, veselý“. Možná má stejný původ s germánským jménem Wido.
V Česku se svátek slaví 15. června.

## Jméno Vít v jiných jazycích
- anglicky Guy, Vitus
- francouzsky Guy nebo Gui, příp. Vital
- chorvatsky: Vid
- italsky Guido nebo Vito
- maďarsky Vitus
- německy Veit, Vitus
- polsky Wit
- portugalsky Giudo nebo Vito
- rusky Vitalij (azbuka: Виталий)[zdroj?]
- slovensky Vít
- španělsky Guido nebo Vito

## Statistické údaje
Následující tabulka uvádí četnost jména v Česku a pořadí mezi mužskými jmény ve srovnání dvou roků, pro které jsou dostupné údaje MV ČR – lze z ní tedy vysledovat trend v užívání tohoto jména:
| Rok       | Četnost    | Pořadí   |
| 1999      | 12 797     | 57.      |
| 2002      | 13 252     | 58.      |
| Porovnání | o 455 více | o 1 hůře |
| 2006      | 14 794     | 57.      |

Změna procentního zastoupení tohoto jména mezi žijícími muži v Česku (tj. procentní změna se započítáním celkového úbytku mužů v Česku za sledované tři roky 1999–2002) je + 4,3 %, což svědčí o poměrně značném nárůstu obliby tohoto jména.

## Známí nositelé jména

### Světci
- Svatý Vít – sicilský světec a mučedník, jeden ze čtrnácti svatých pomocníků a jeden z českých zemských patronů

### Rodné jméno
- Vít (lat. Vitus) – děkan pražské kapituly († 1271)
- Vít Bárta – český podnikatel a politik
- Vít Holubec – český sportovní novinář a televizní komentátor
- Vít Kárník – český geofyzik
- Vít Klusák – český režisér
- Vít Kremlička – český spisovatel a publicista
- Vít Kudrle – český fyzik
- Vít Nejedlý – český hudební skladatel a dirigent
- Vít Obrtel – český architekt, scénický výtvarník, návrhář nábytku, typograf a básník
- Vít Olmer – český herec a režisér
- Vít Pohanka – český novinář
- Vít Rakušan – český politik, ministr vnitra
- Vít Sázavský – český folkový zpěvák a hudebník
- Vít Slíva – český básník
- Vít Starý – český zpěvák, kytarista a textař
- Vít Tajovský – český římskokatolický kněz, náboženský a kulturní publicista
- Vít Vlnas – český historik

### Příjmení
- viz Vít (příjmení)